# MEVRO
MEVRO, celým názvem Mezinárodní výstava rozhlasu, byla akce pořádaná jaké součást oslav 25. výročí založení Radiojournalu/Československého rozhlasu od 15. května do 11. července 1948 na Výstavišti Praha. Její průběh byl ovlivněn atmosférou počínající studené války, když výstavu bojkotovaly západní země a sešlo tak z připravované spolupráce s BBC. Přesto měla výstava mimořádný úspěch a navštívilo ji více než 315 000 osob. V rámci výstavy se poprvé na československém území uskutečnilo experimentální televizní vysílání.
Hlavní atrakcí bylo „rozhlasové vivárium“ – studio s prosklenou stěnou, které umožňovalo návštěvníkům živě sledovat přípravu vysílání. S tím souvisela novátorská relace nazvaná Studio Mevro na vlně 415 m: celý den se vysílal z výstavy do celé republiky zábavný proud aktualit, rozhovorů se zajímavými osobnostmi a hudby, založený převážně na improvizaci (odpovídalo se na telefonické dotazy posluchačů, hrály se písničky na přání). Pořady uváděla mladá moderátorská dvojice nazývaná „ti dva“ (Pavel Kohout a Karel Kyncl), do vysílání vstupovaly i postavičky Mevrušky (Hana Albrechtová) a Dědy Mevrouše (Ludvík Řezníček). Ohlas byl značný, Studio Mevro mělo denně okolo půl milionu posluchačů. 
Tento úspěch vedl k tomu, že i po skončení výstavy vyhradil Československý rozhlas ve svém programu tomuto tvůrčímu týmu tzv. mevrácké neděle. Československý svaz mládeže pak začal organizovat akce nazývané mevrání, kdy se v různých sálech scházeli lidé a vedli po rozhlasovém vzoru živé besedy s pozvanými hosty na aktuální témata. Mevrácké hnutí přispělo k propagaci komunistické ideologie mezi mladou generací, ale jak se režim upevňoval, staly se necenzurované veřejné rozhovory nežádoucími a akce byla zastavena.

## Život slova mevro
- přezdívku „mevro" získalo 30 motorových vozů Dopravních podniků hlavního města Prahy, které obdržely ev. č. 3069–3098.[5]
- slovo „mevro" se objevilo ve slovníku tehdejší mládeže jako označení pro něco nevázaného, konzervativněji řečeno pro „kolektivní veselí" nebo „uvolněnou formu".[6][7][8][9] Na provozu MEVRA se totiž oceňovala bezprostřednost, lidovost a atmosféra hlediště.[10] Dojem odvázanosti vyvolávalo vysílání na fiktivní „pirátské" vlnové frekvenci 415 metrů.[11] Ještě v sedmdesátých letech byly organizovány „mevro" večírky.[12]